# جيرانت ديفيز (لاعب دوري الرغبي)
جيرانت ديفيز (بالإنجليزية: Geraint Davies)‏ هو لاعب دوري الرغبي بريطاني، ولد في 7 مارس 1986 في سوانزي في المملكة المتحدة.